# Groupement II/5 de Gendarmerie mobile
Le groupement II/5 (GGM II/5) est un groupement de Gendarmerie mobile française établi à Chambéry (Savoie) et appartenant à la région de Gendarmerie de Lyon.
Il comporte 6 escadrons de montagne (Chambéry, Annecy, Pontcharra, Grenoble,  Bourgoin-Jallieu et Belley), au sein de la zone de défense sud-est et la région de gendarmerie Auvergne-Rhône-Alpes.
Il est déployé sur tous les théâtres, métropolitains et ultra-marins.
Il est détenteur du drapeau du groupement, et comporte approximativement 750 gendarmes de tous statuts.

## Implantation des unités
- Savoie (73)
  -  EGM 21/5 à Chambéry
- Haute-Savoie (74)
  - EGM 22/5 à Annecy
- Isère (38)
  - EGM 23/5 à Pontcharra
  - EGM 24/5 à Grenoble
  - EGM 25/5 à Bourgoin-Jallieu (était précédemment l'EGM 13/5)
- Ain (01)
  - EGM 26/5 de Belley (était précédemment l'EGM 15/5)